# AV Linux
AV Linux – dystrybucja systemu GNU/Linux oparta na Debianie, przeznaczona do tworzenia i edycji mediów, głównie muzyki.

## Cechy dystrybucji
Twórcy AV Linux skupiają się na użyteczności dystrybucji dla twórców mediów. Posiada kolekcję programów do tworzenia i edycji plików audio, wideo, oraz obróbki grafiki.

## Domyślnie dołączone oprogramowanie
Edycja dźwięku: Ardour, Audacity, MuseScore, Amsynth, Calf Studio Gear, Carla, Guitarix, Hydrogen.
Edycja wideo: Cinelerra, Kdenlive, Openshot.
Edycja grafiki: Blender, GIMP, Inkscape, Shotwell.